# HK Donbass-2

HK Donbass-2 (ukrainska:  Хокейний Клуб Донбас-2), var en ishockeyklubb från Donetsk, Ukraina, som  bildades år 2011 och spelade i Profesionalna chokejna liha 2011-2013. Klubben var ett farmarlag till HK Donbass, vilka då spelade i Kontinental Hockey League.

## Meriter
Ukrainska mästare i ishockey: (2) 2012, 2013